# Inter-Access Point Protocol
IEEE 802.11F або Inter-Access Point Protocol — рекомендація, яка описує рекомендації необов'язкове розширення до IEEE 802.11, яке забезпечує зв'язок бездротових точок доступу у мережах з апратним забезпеченням від різних виробників. 802.11 належить до набору стандартів IEEE, які регулюють методи передачі даних у бездротових мережах. Дані стандарти нині широко використовуються у своїх версіях 802.11a, 802.11b та 802.11g для надання для забезпечення бездротового підключення в будинках, офісах та деяких комерційних установах.
Стандарт IEEE 802.11 не обумовлює зв'язок між точками доступу з метою підтримки користувацького роумінгу від однієї точки доступу до іншої і балансування навантаження. 802.11 навмисне не визначає даний елемент для надання гнучкості у роботі з різними дротовими і бездротовими розподіленими мережами (наприклад, дротових магістралей, які з'єднують бездротові точки доступу).

## Операції протоколу
Протокол спроектовано для виконання унікального об'єднання усього Extended Service Set і для безпечного обміну безпечного контексту станції між поточним і новими точками доступу під час періоду передачі. Базуючись на рівні безпеки, ключі сесії зв'язку між точками доступу розподіляються за допомогою серверу RADIUS. RADIUS сервер також надає картографічний сервіс точок доступу MAC та IP адрес.

## Статус
Рекомендацію 802.11F було ратифіковано і опубліковано у 2003 році.
Документ IEEE 802.11F мав статус тимчасової рекомендації. Виконавчий комітет IEEE 802 відхилив її 3 лютого 2006 року.

## Виноски
1. ↑  The 802.11F-2003 Recommendation (PDF). Архів оригіналу (PDF) за 6 червня 2011. Процитовано 12 березня 2011.
2. ↑  802.11 Timelines. Архів оригіналу за 7 квітня 2016. Процитовано 12 березня 2011.